# Power Good
Účelem signálu POWER_GOOD (někde též POWER_OK, PWR_OK či jen POK) je informovat základní desku počítače, že napájení je již v pořádku a může tedy začít normálně fungovat. Generuje jej zdroj napájení (PSU - Power Supply Unit) pomocí zvlášť k tomu určených linek. V případě, že tento signál není přítomen, je procesor neustále resetován až do jeho opětovné přítomnosti. Hlavní úkol signálu totiž spočívá v ochraně součástí počítače před nepříznivými napájecími hodnotami, které by mohly zapříčinit jejich poničení nebo nespolehlivou funkčnost.
Specifikace ATX definuje PWR_OK signál jako +5V (+- 5%) TTL kompatibilní, generovaný v napájecí jednotce po úspěšném ukončení vnitřních autonomních testů, kdy jsou všechny napájecí výstupy stabilizované. První odeslání signálu po stisku tlačítka napájení je v časovém rozmezí od 0,1 do 0,5 sekundy. Signál je odeslán základní desce, kde ji obdrží čip časovače, jež řídí resetovací linku k procesoru. Ten okamžitě přestane generovat signál RESET a procesor začne zpracovávat instrukce z adresy FFFF:0000 (zde se obvykle nachází ROM BIOS).
Není-li signál POWER_GOOD přítomen kdykoli v průběhu práce s počítačem, čip časovače začne automaticky resetovat procesor a tím mu zabrání fungovat za špatných nebo nestabilních podmínek. Systém se tak zastaví rychleji, než by mohlo dojít k poškození některého z jeho součástí nebo k vytváření různých softwarových chyb a tím eventuálně i k poškození uložených uživatelských nebo konfiguračních dat. Po obnovení signálu dojde k resetu - procesor začne opět zpracovávat instrukce z výše uvedené adresy.